# Долговский (Кумылженский район)
Долговский — опустевший хутор в Кумылженском районе Волгоградской области России. Входит в состав Слащёвского сельского поселения. Фактически — урочище.

## История
Указан в «Списке населенных пунктов вновь организуемого Кумылженского района Хоперского округа» на 1928 г. в составе Подковского сельсовета. По данным облстатуправления в списке населенных пунктов Кумылженского района на 1 января 1972 года входил в Славщевский сельсовет. В соответствии с Законом Волгоградской области от 14 февраля 2005 года № 1006-ОД «Об установлении границ и наделении статусом Кумылженского района и муниципальных образований в его составе» Долговский вошёл в состав образованного Слащёвского сельского поселения.
Входил, согласно «Списку населенных пунктов Кагановического района Сталинградского края» 1935 г. в Кагановический (так в документе) район, в Островский сельсовет.

## География
Расположен в западной части региона, в лесостепи, в пределах Хопёрско-Бузулукской равнины, являющейся южным окончанием Окско-Донской низменности.
Абсолютная высота 77 метров над уровнем моря.

## Население
| 2010 |
| ---- |
| 0    |

Национальный состав
Согласно результатам переписи 2002 года, в национальной структуре населения
русские составляли 100 % из общей численности населения в 2 чел..

## Инфраструктура
Было развито личное подсобное хозяйство.

## Транспорт
Просёлочные дороги.